# Vito Mannone
Vito Mannone (Desio, 2 maart 1988) is een Italiaans voetballer die als doelman in het betaald voetbal speelt voor Lille.

## Clubs

### Jeugd
Mannone werd in 2003 opgenomen in de jeugdopleiding van Atalanta Bergamo. Vandaaruit nam Arsenal hem op voorspraak van Arsène Wenger in de zomer van 2005 voor £350.000,- naar Engeland. Hij debuteerde vervolgens op 16 juli 2005 in het shirt van Arsenal in het betaald voetbal, tijdens een oefenwedstrijd tegen Barnet.

### Barnsley
Arsenal verhuurde Mannone op 18 augustus 2006 voor drie maanden aan Barnsley. Daarvoor speelde hij op 22 september zijn eerste wedstrijd nadat eerste keeper Nick Colgan een rode kaart kreeg. Mannone viel in en veroorzaakte het doelpunt waarmee Preston North End de wedstrijd won. Tijdens de volgende wedstrijd tegen Luton Town begon hij vanwege de schorsing van Colgan in de basis. Laat in de wedstrijd liet hij een bal los, waardoor de tegenstander weer de winnende goal kon maken. Toen hij vervolgens geblesseerd raakte, keerde hij op 23 oktober 2006 terug naar Arsenal om te herstellen.

### Arsenal
Mannone zat op 19 april 2008 voor het eerst op de bank tijdens een wedstrijd van Arsenal in de Premier League. Jens Lehmann was destijds eerste keeper. Mannone bleef de hele wedstrijd (tegen Reading) op de bank zitten. Tijdens de zomer van 2008 vertrok Lehmann bij Arsenal en werd Mannone derde keeper, achter Manuel Almunia en Łukasz Fabiański. Voor de start van het seizoen 2008/09 mocht hij meedoen tijdens een aantal oefenwedstrijden van het eerste elftal. Tijdens de laatste wedstrijd van dat seizoen, op 24 mei 2009 tegen Stoke maakte hij zijn officiële debuut voor de club.
Tijdens het seizoen 2009/10 raakten de eerste en tweede keeper van Arsenal geblesseerd. In een Champions League-wedstrijd tegen Standard Luik was Mannone daardoor noodgedwongen eerste keeper. Na twee tegengoals in de eerste vijf minuten won Arsenal de wedstrijd met 2-3. Almunia was niet op tijd fit voor de volgende Premier League-wedstrijd en daarom mocht Mannone die ook spelen, tegen Wigan Athletic. Hij hield zowel die wedstrijd als de volgende (1-0 tegen Fulham) de nul. Ook tijdens de eerstvolgende Champions League-wedstrijd tegen Olympiakos Piraeus begon hij in de basis en hield hij de nul.

### Hull City
Arsenal verhuurde Mannone in oktober 2010 voor drie maanden aan Hull City, dat hem in 2012 nog een keer huurde.. 

### Sunderland
Hij verruilde in juli 2013 Arsenal voor Sunderland, waar hij in juni 2014 zijn contract verlengde tot medio 2016.
In 2017 ging hij naar Reading. In februari 2019 werd hij tot eind 2019 verhuurd aan Minnesota United. Begin 2020 werd hij verhuurd aan het Deense Esbjerg fB. In september van dat jaar werd hij van Reading overgenomen door AS Monaco.

## Internationaal
Mannone maakte op 13 november 2009 zijn debuut voor Italië -21, tijdens een wedstrijd tegen Hongarije -21.

## Clubstatistieken[7]
| Seizoen | Club               | Competitie     | Competitie | Competitie | Beker | Beker | Internationaal | Internationaal | Totaal | Totaal |
| Seizoen | Club               | Competitie     | Wed.       | Dlp.       | Wed.  | Dlp.  | Wed.           | Dlp.           | Wed.   | Dlp.   |
| ------- | ------------------ | -------------- | ---------- | ---------- | ----- | ----- | -------------- | -------------- | ------ | ------ |
| 2005/06 | Arsenal            | Premier League | 0          | 0          | 0     | 0     | –              | –              | 0      | 0      |
| 2006/07 | → Barnsley         | Championship   | 2          | 0          | 2     | 0     | –              | –              | 4      | 0      |
| 2007/08 | Arsenal            | Premier League | 0          | 0          | 0     | 0     | –              | –              | 0      | 0      |
| 2008/09 | Arsenal            | Premier League | 1          | 0          | 0     | 0     | –              | –              | 1      | 0      |
| 2009/10 | Arsenal            | Premier League | 5          | 0          | 0     | 0     | 3              | 0              | 8      | 0      |
| 2010/11 | → Hull City        | Championship   | 10         | 0          | 0     | 0     | –              | –              | 10     | 0      |
| 2011/12 | Arsenal            | Premier League | 0          | 0          | 0     | 0     | 1              | 0              | 1      | 0      |
| 2011/12 | → Hull City        | Championship   | 21         | 0          | 2     | 0     | –              | –              | 23     | 0      |
| 2012/13 | Arsenal            | Premier League | 9          | 0          | 0     | 0     | 4              | 0              | 13     | 0      |
| 2013/14 | Sunderland         | Premier League | 29         | 0          | 7     | 0     | –              | –              | 36     | 0      |
| 2014/15 | Sunderland         | Premier League | 10         | 0          | 3     | 0     | –              | –              | 13     | 0      |
| 2015/16 | Sunderland         | Premier League | 19         | 0          | 1     | 0     | –              | –              | 2      | 0      |
| 2016/17 | Sunderland         | Premier League | 9          | 0          | 2     | 0     | –              | –              | 11     | 0      |
| 2017/18 | Reading            | Championship   | 41         | 0          | 0     | 0     | –              | –              | 41     | 0      |
| 2018/19 | Reading            | Championship   | 6          | 0          | 0     | 0     | –              | –              | 6      | 0      |
| 2019    | → Minnesota United | MLS            | 35         | 0          | 5     | 0     | –              | –              | 40     | 0      |
| 2019/20 | → Esbjerg fB       | Superligaen    | 12         | 0          | 1     | 0     | –              | –              | 13     | 0      |
| 2020/21 | AS Monaco          | Ligue 1        | 9          | 0          | 0     | 0     | –              | –              | 9      | 0      |
| 2021/22 | AS Monaco          | Ligue 1        | 0          | 0          | 2     | 0     | –              | –              | 2      | 0      |
| 2022/23 | FC Lorient         | Ligue 1        | 18         | 0          | 2     | 0     | –              | –              | 20     | 0      |
| 2023/24 | Lille OSC          | Ligue 1        | 2          | 0          | 1     | 0     | 3              | 0              | 6      | 0      |
| 2024/25 | Lille OSC          | Ligue 1        | 0          | 0          | 0     | 0     | 0              | 0              | 0      | 0      |
| Totaal  | Totaal             | Totaal         | 238        | 0          | 28    | 0     | 11             | 0              | 277    | 0      |